# 杜洛山

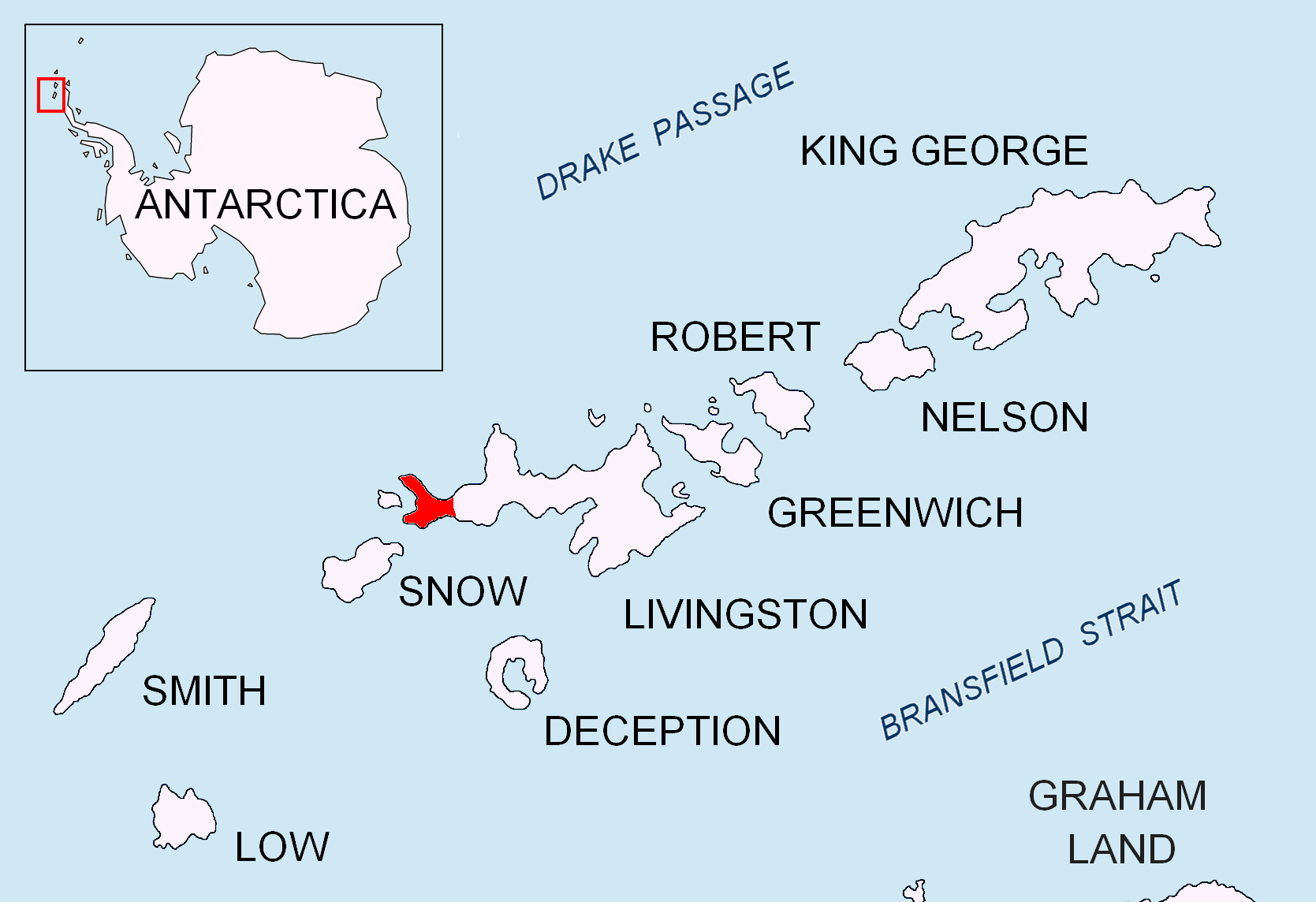

杜洛山是南極洲的山峰，位於南設得蘭群島中利文斯頓島的拜爾斯半島，處於斯塔爾特山東南面1.2公里、沃伊特赫角以南2.52公里和彭卡山西北面2.49公里，海拔高度210米。
62°36′05.2″S 61°09′22.5″W / 62.601444°S 61.156250°W

## 外部連結
- Dulo Hill. （页面存档备份，存于） SCAR Composite Gazetteer of Antarctica.